# Luca Nardi
Luca Nardi (* 6. srpna 2003 Pesaro) je italský profesionální tenista. Ve své dosavadní kariéře na okruhu ATP Tour nevyhrál žádný turnaj. Na challengerech ATP a okruhu ITF získal deset titulů ve dvouhře a jeden ve čtyřhře.
Na žebříčku ATP byl ve dvouhře nejvýše klasifikován v březnu 2025 na 67. místě a ve čtyřhře v dubnu 2023 na 299. místě. Trénují ho Giorgio Galimberti a Marco De Rossi.

## Tenisová kariéra
Na okruhu ATP Tour debutoval v 17 letech říjnovým European Open 2020 v Antverpách, kam obdržel jako hráč ze závěru tisícovky žebříčku divokou kartu. Časnou porážku mu přivodil Američan Marcos Giron, figurující na konci první světové stovky, přestože získal úvodní sadu. Ani v antverpské čtyřhře nepřešel s Američanem Zanem Khanem první kolo.

### 2022–2023: Pět titulů na challengerech a debut v Top 120
První challengerový titul vybojoval během ledna 2022 ve Forlì. Ve čtvrtfinále zdolal Christiana Harrisona a poté odstoupil jeho semifinálový soupeř Cedrik-Marcel Stebe. V závěrečném duelu hladce přehrál o šest let staršího indického kvalifikanta Mukunda Sasikumara. V sezóně 2022 přidal další dvě challengerové trofeje. Nejdříve na březnovém turnaji v Luganu jako náhradník porazil v semifinále Stebeho a ve finále Švýcara Leandra Riediho. Během srpna pak ovládl Rafa Nadal Open na Mallorce, po závěrečném vítězství nad Belgičanem Zizouem Bergsem.

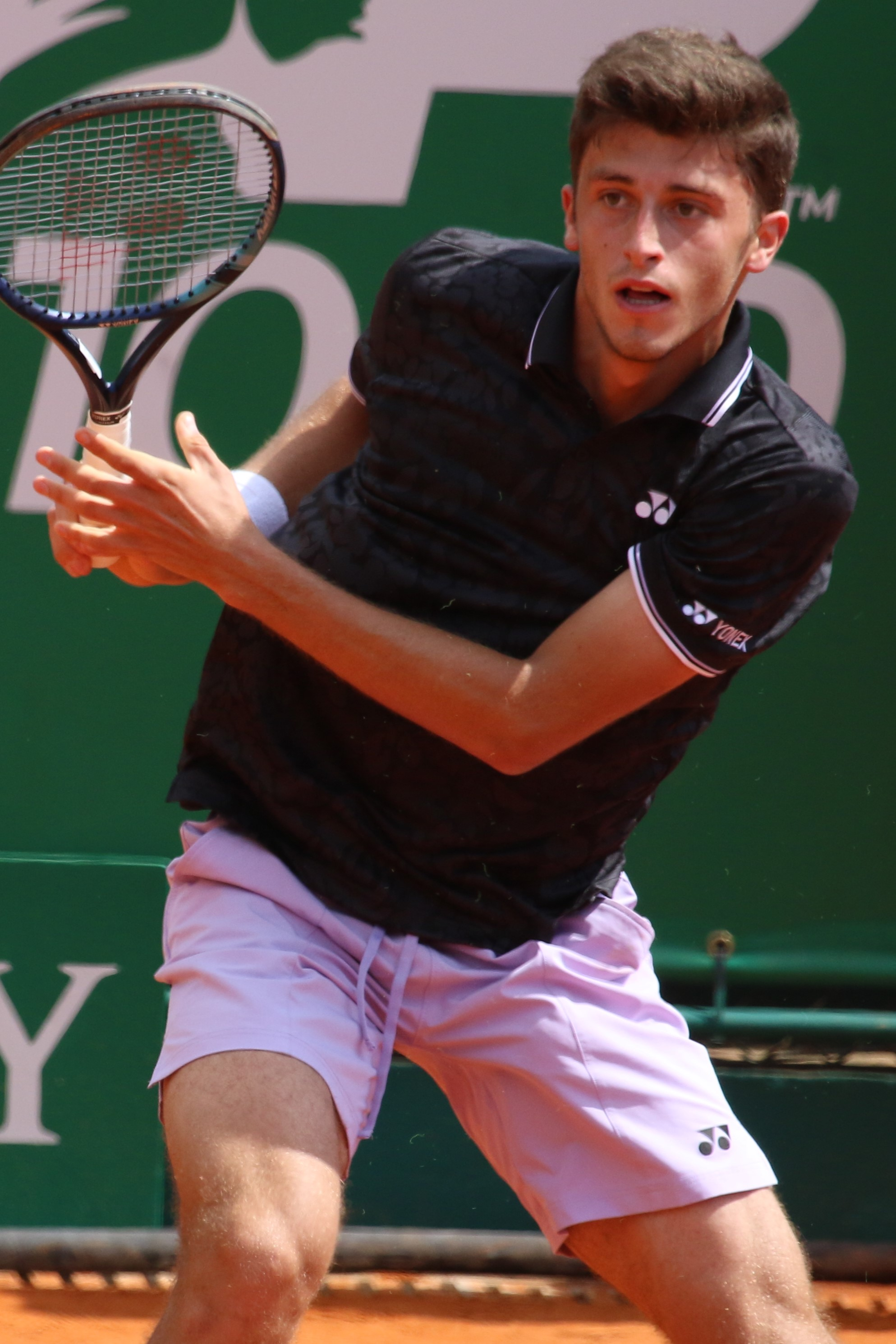
Na Monte-Carlo Masters 2023 se stal prvním hráčem od roku 1997, který na monackém turnaji prohrál 0–6 a 0–6

Do série Masters premiérově zasáhl na divokou kartu římským Internazionali BNL d'Italia 2022, kde mu stopku vystavila britská světová jedenáctka Cameron Norrie. Grandslamové kvalifikace se premiérově zúčastnil o týden později, na květnovém French Open 2022. V závěrečném třetím kole však nenašel recept na osmého naazeného Španěla Bernabého Zapatu Mirallese. Po zisku úvodní sady, nevyužil ve druhé vedení 3–1 a 4–2 na gamy, a ve zbytku utkání si připsal jen jednu z jedenácti her. První zápas na túře ATP vyhrál na říjnovém Astana Open 2022, turnaji z kategorie ATP 500. Do dvouhry prošel po výhře v kvalifikačním kole nad Davidem Goffinem ze sedmé desítky žebříčku po odvrácení tří mečbolů. Na úvod dvouhry pak vyřadil kazachstánského kvalifikanta Alexandra Ševčenka, než jej zastavil šestý muž žebříčku Stefanos Tsitsipas. O postupu Řeka rozhodly dva tiebreaky.
Přes Lestienna a Otteho prošel monackou kvalifikací do dvouhry Monte-Carlo Rolex Masters 2023. V jejím úvodu porazil Monačana Valentina Vacherota ze čtvrté stovky klasifikace, než jej dvěma „kanáry“ deklasoval dvacátý první tenista světa Lorenzo Musetti. V Monaku poražený neuhrál žádný game poprvé od roku 1997. Goffin mu oplatil porážku na antukovém Internazionali BNL d'Italia 2023.
Čtvrtý challenger vyhrál v den dvacátých narozenin, během srpna 2023 v Portu. V souboji o titul zdolal Portugalce Joãa Sousu. V závěru srpna pak vystoupal na nové žebříčkové maximum, 116. příčku. Pátou trofej v této úrovni tenisu si odvezl z říjnové události v Macujamě. Ve finále otočil průběh s nejvýše nasazeným Japoncem Tarem Danielem. První kolo nepřešel na říjnovém European Open 2023, kde prohospodařil náskok setu a prolomeného podání s Rakušanem Dominicem Thiemem. Na Turnaji mistrů pro hráče do 21 let, džiddském Next Generation ATP Finals 2023, porazil krajana Cobolliho a prohrál se Strickerem i Filsem.

### 2024: Výhra nad světovou jedničkou a průnik do první světové stovky
Při první účasti v kvalifikaci Australian Open jej ve druhém kole vyřadil Australan Dane Sweeny z třetí světové stovky, když v úvodní sadě nevyužil dva setboly.
Mediální pozornost upoutal na březnovém BNP Paribas Open v Indian Wells, kam přijel jako 123. hráč žebříčku. Přestože v kvalifikačním kole podlehl Davidu Goffinovi, účast v hlavní soutěži mu zajistilo odstoupení Etcheverryho. Po volném losu zdolal padesátého muže pořadí, Číňana Čanga Č’-čena, čímž dosáhl první kariérní výhry nad hráčem z Top 50. Ve třetím kole pak vyřadil světovou jedničku a rekordmana série Masters, Srba Novaka Djokoviće, čímž se stal jeho nejníže postaveným přemožitelem na Mastersech či grandslamu. Bodový zisk mu po skončení zajistil debut v elitní světové stovce. V osmifinále však podlehl sedmnáctému hráči světa Tommymu Paulovi.

## Tituly na challengerech ATP a okruhu ITF
| Legenda                  |
| ------------------------ |
| D – dvouhra; Č – čtyřhra |
| Challengery (7 D)        |
| ITF (3 D; 1 Č)           |

### Dvouhra (10 titulů)
| Č.  | datum         | turnaj               | okruh             | povrch    | poražený finalista    | výsledek           |
| --- | ------------- | -------------------- | ----------------- | --------- | --------------------- | ------------------ |
| 1.  | březen 2020   | Šarm aš-Šajch, Egypt | World Tennis Tour | tvrdý     | Jaroslav Pospíšil     | 5–7, 6–4, 7–6(7–5) |
| 2.  | červen 2021   | Janov, Itálie        | World Tennis Tour | antuka    | Johan Nikles          | 6–4, 6–2           |
| 3.  | září 2021     | Madrid, Španělsko    | World Tennis Tour | antuka    | Louis Wessels         | 7–5, 6–2           |
| 4.  | leden 2022    | Forlì, Itálie        | Challenger        | tvrdý (h) | Mukund Sasikumar      | 6–3, 6–1           |
| 5.  | březen 2022   | Lugano, Švýcarsko    | Challenger        | tvrdý (h) | Leandro Riedi         | 4–6, 6–2, 6–3      |
| 6.  | srpen 2022    | Mallorca, Španělsko  | Challenger        | tvrdý     | Zizou Bergs           | 7–6(7–2), 3–6, 7–5 |
| 7.  | červenec 2023 | Porto, Portugalsko   | Challenger        | tvrdý     | João Sousa            | 5–7, 6–4, 6–1      |
| 8.  | listopad 2023 | Macujama, Japonsko   | Challenger        | tvrdý     | Taró Daniel           | 3–6, 6–4, 6–2      |
| 9.  | březen 2024   | Neapol, Itálie       | Challenger        | antuka    | Pierre-Hugues Herbert | 5–7, 7–6(7–3), 6–2 |
| 10. | listopad 2024 | Rovereto, Itálie     | Challenger        | tvrdý (h) | Francesco Maestrelli  | 6–1, 6–3           |

### Čtyřhra (1 titul)
| Č. | datum       | turnaj               | okruh             | povrch | spoluhráč         | poražení finalisté      | výsledek         |
| -- | ----------- | -------------------- | ----------------- | ------ | ----------------- | ----------------------- | ---------------- |
| 1. | březen 2021 | Šarm aš-Šajch, Egypt | World Tennis Tour | tvrdý  | Jacopo Berrettini | Sü Jü-siou Šintaró Imai | 6–3, 2–6, [10–7] |